# 維也納萬國博覽會
1873年维也纳世界博览会（德語：Weltausstellung 1873 Wien）是1873年在奥匈帝国首都維也納举办的世界博覽會。此次世博會的主題是“文化与教育”（Kultur und Erziehung）。維也納當地為了迎接世博會興建了不少基礎設施，其中就包括通往德国的新火车站--西北火车站（Nordwestbahnhof）。
此次展覽會向外界展示了奥匈帝国工业和文化，並且世博會舉辦時恰逢弗朗茨·约瑟夫一世登基25周年。舉辦场地位於多瑙河附近的普拉特公园，此次世博會筹备工作耗资2340万英镑。舉辦時間為5月1日至11月2日，接待了约7,225,000名游客。
风俗画家安东尼奥·罗塔获得国际绘画奖。

## 文献
- . Tokyo National Museum. 2019.. （英語）